# Microraptor
Microraptor (gr. mīkros – „klein“, lat. raptor – „Räuber“) ist eine Gattung fleischfressender Dinosaurier aus der Gruppe der Dromaeosauridae. Bisher sind mindestens neun gut erhaltene Skelette beschrieben worden, die zwei Arten zugeordnet werden – Microraptor zahoianus und Microraptor gui. Die Funde stammen aus der chinesischen Provinz Liaoning aus den Gesteinen der Jiufotang-Formation (Jehol-Gruppe) und sind damit etwa 130 Millionen Jahre alt (Barremium, Unterkreide).
Chinesische Paläontologen entdeckten 2003 in der Jiufotang-Formation in der Provinz Liaoning das gut erhaltene fossile Skelett eines Microraptor gui. Nach der Untersuchung der Überreste gelangten die Forscher zur Ansicht, dass das Tier über asymmetrische Federn verfügte, die nicht nur an den vorderen Extremitäten, sondern auch an den Hinterbeinen ausgebildet waren. Demnach verfügte der kleine Saurier über vier flügelartige Gebilde und soll zu einem Gleitflug fähig gewesen sein.
Archaeoraptor Sloan 1999 und Cryptovolans Czerkas et al. 2002 werden als Synonyme von Microraptor angesehen.

## Flugfähigkeit
Nach einer Hypothese des Paläontologen Sankar Chatterjee und des pensionierten Luftfahrtingenieurs R. Templin, die entsprechende Modellrechnungen anstellten, soll Microraptor gui zu einem Gleitflug nach Art eines Doppeldeckergleiters der Gebrüder Wright befähigt gewesen sein. Hierzu musste der Saurier seine Vorderbeine seitlich ausgestreckt gehalten haben (wie es von modernen Vögeln bekannt ist) und die Hinterbeine mit den befiederten Mittelfußknochen parallel zueinander unter sich gehalten haben. Auf diese Weise wären die Hinterbeine etwas tiefer als die Vorderbeine.
Grund für diese Annahme ist, dass Microraptoren aufgrund ihrer Anatomie zu einem seitlichen Abspreizen der Beine oder gar zu einem Flügelschlag nicht in der Lage gewesen wären. Nach Vorstellung der beiden Forscher sollen die Tiere mit Hilfe ihrer klauenbewehrten Zehen die Wipfel hoher Bäume erklommen haben, um sich von dort zu einem Gleitflug in die Tiefe zu stürzen. Auf diese Weise sollen sie – ähnlich wie die heutigen Gleithörnchen – auf energiesparende Weise von Baum zu Baum geglitten sein.
Neuere Versuche im Windkanal mit einem rekonstruierten Modell gehen in eine ähnliche Richtung: Demnach haben Microraptoren allerdings zunächst die Beine nach hinten gestreckt und dabei weniger Luftwiderstand gehabt als bei der Doppeldecker-Haltung. Die Doppeldecker-Haltung habe das Tier erst gegen Ende des Gleitflugs angenommen, um besser landen zu können.

## Merkmale

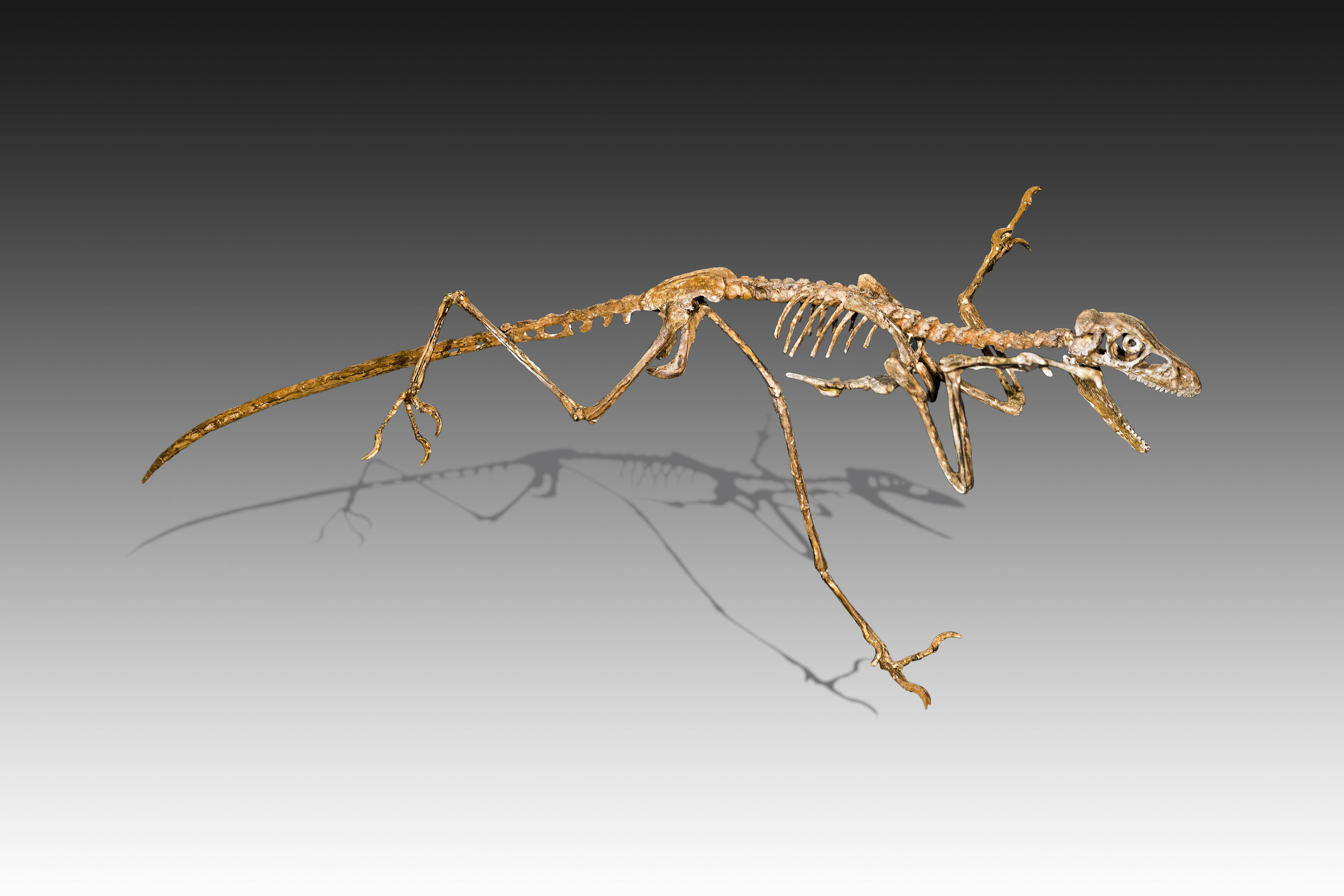
Rekonstruiertes Skelett in Laufpose

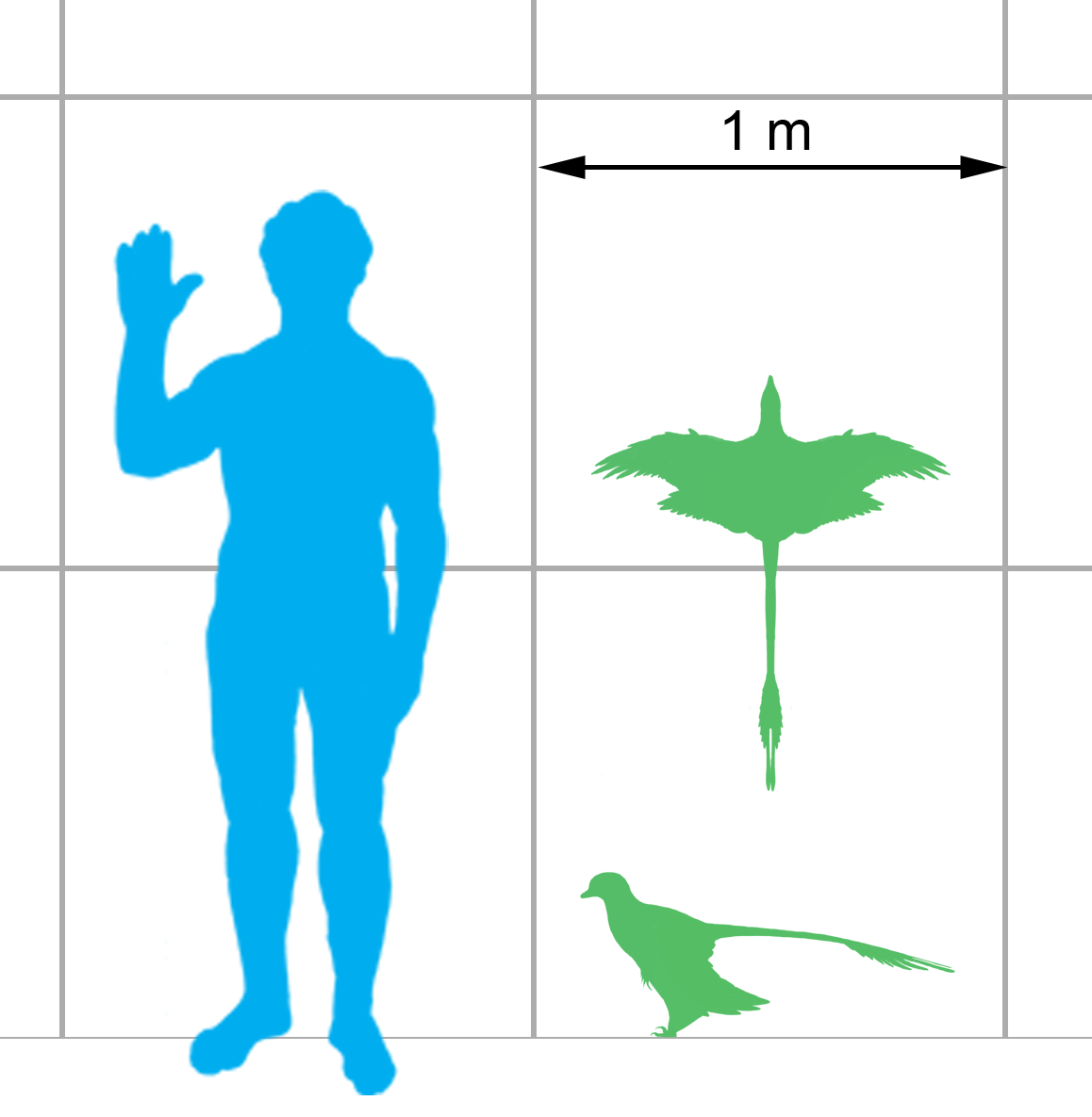
Microraptor gui im Größenvergleich

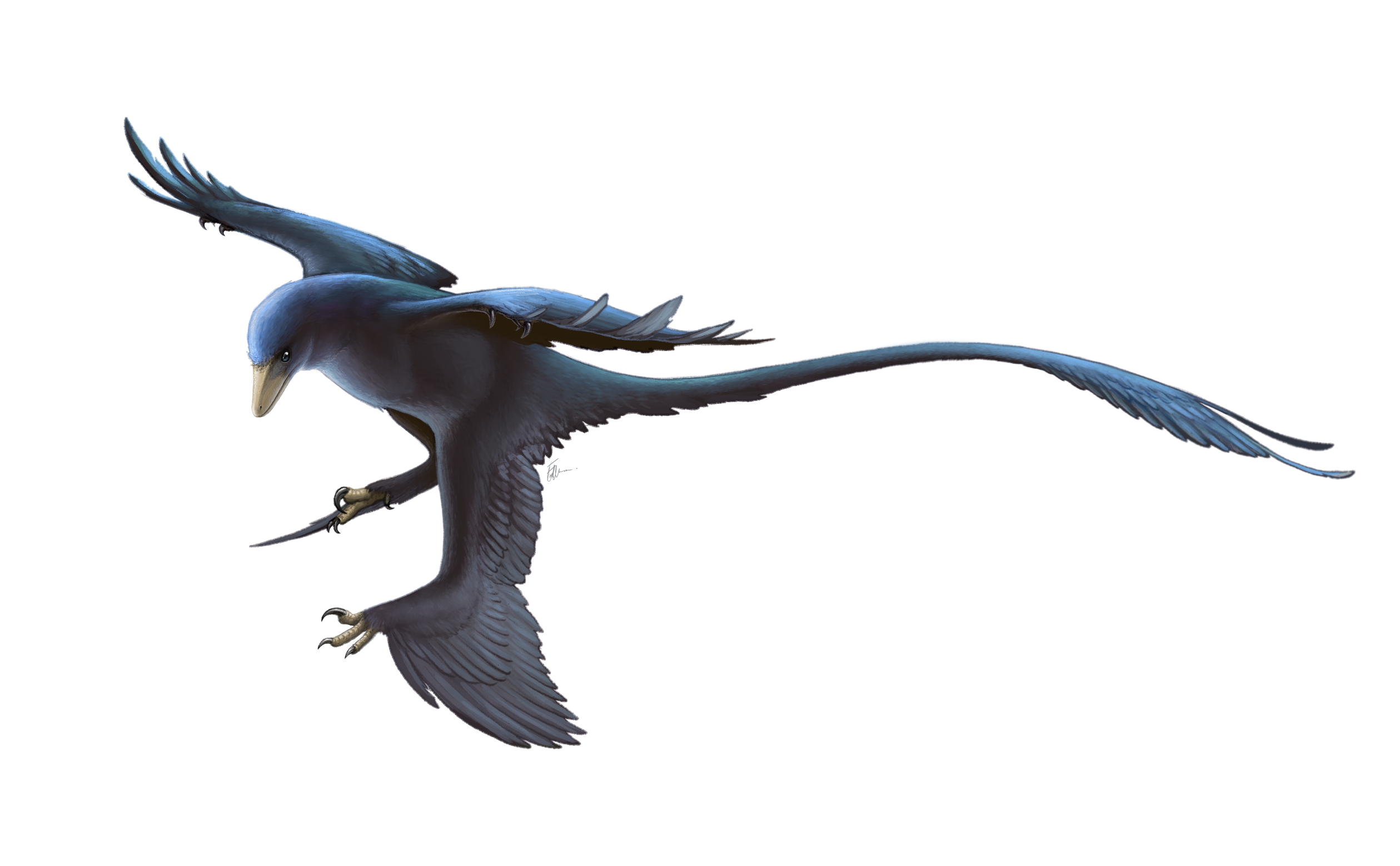
Künstlerische Lebendrekonstruktion von Microraptor zhaoianus

Microraptor wurde bei seiner Beschreibung als der „kleinste bekannte Nichtvogel-Dinosaurier“ bezeichnet – das Typusexemplar von Microraptor zhaoianus (IVPP V12330) wird auf eine Länge von 47 cm und ein Gewicht von 0,2 kg geschätzt. Der Rumpf war mit etwa 4,7 cm Länge extrem kurz. Zwei weitere, 2002 beschriebene Exemplare (CAGS 20-7-004 und CAGS 20-8-001) waren größer und werden auf eine Länge von 63 cm und ein Gewicht von 0,6 kg geschätzt. Das Typexemplar von Microraptor gui (IVPP V13352) wird auf ein Gewicht von etwa 1 kg und eine Länge von etwa 77 cm geschätzt.
Jeder der beiden Unterkieferäste trug vermutlich 19 eng gepackte Zähne, mehr als bei anderen Dromaeosauriden. Die Hände und Füße waren mit stark gekrümmten Krallen ausgestattet; die zweite Zehe trug darüber hinaus die für Dromaeosauriden typische vergrößerte Sichelkralle. Wie bei anderen Dromaeosauriden zeigte der Schwanz stark verlängerte, rutenartige Verbindungselemente (Zygapophysen und Chevron-Knochen), die bei Microraptor fast bis zum Kreuzbein reichten. Ein Fossil von Velociraptor mongoliensis (IGM 100/986) zeigt einen Schwanz im anatomischen Verbund, der horizontal S-förmig gebogen war, was auf eine beträchtliche seitliche Beweglichkeit des Schwanzes trotz dieser Verbindungselemente hindeutet. Der Schwanz von Microraptor scheint jedoch starr gewesen zu sein, worauf die sehr geraden Schwänze in verschiedenen Microraptor-Fossilien hinweisen.
Das Skelett ist sehr vogelähnlich. So sind beispielsweise die Zähne auf der Vorderseite ungezahnt, während die hinteren Zähne eine weniger abgeflachte Zahnkrone und eine Verengung zwischen Zahnwurzel und Zahnkrone zeigen – diese Kombination von Merkmalen ist für Microraptor einzigartig (Autapomorphie). Des Weiteren war das Sitzbein (Ischium) plattenartig und die Kreuzbeinwirbel vergrößert. Microraptor wies 24 bis 26 Schwanzwirbel auf – weniger als bei anderen Dromaeosauriden, aber ähnlich viele wie bei dem „Urvogel“ Archaeopteryx. Die mittleren Schwanzwirbel waren zudem stark verlängert – drei- bis viermal so lang wie die vorderen Rückenwirbel. Ein weiteres, vogelartiges Merkmal war beispielsweise der lange Oberarmknochen (Humerus), der länger war als das Schulterblatt (Scapula).
Des Weiteren zeigt Microraptor viele Gemeinsamkeiten mit den Troodontiden, insbesondere mit dem basalsten bekannten Troodontiden, Sinovenator. Beispielsweise zeigen sowohl Sinovenator als auch Microraptor vollständig unbezahnte vordere Zähne im Ober- und Unterkiefer, keine pneumatischen Foramia (Öffnungen) an den Zentren der Rückenwirbel sowie einen annähernd arctometatarsalen Fuß. Diese Gemeinsamkeiten zwischen Microraptor und Sinovenator sind laut den Forschern nicht überraschend, da die Troodontidae als nahe Verwandte der Domaeosauride gelten und sowohl Microraptor als auch Sinovenator sehr basale Vertreter ihrer Gruppen sind.
Die zweite Art, Microraptor gui, hat mit Microraptor zhaoianus verschiedene Merkmale an den Hand- und Fußknochen gemeinsam, die bei anderen Dromaeosauriden fehlen, wie beispielsweise das extrem kurze Fingerglied III-2. Andere Merkmale grenzen die beiden Arten voneinander ab: So war der erste Finger bei Microraptor gui sehr kurz und das Schambein (Pubis) mit 120° stark gekrümmt, während es bei Microraptor zhaoianus gerade war. Außerdem war das Schienbein (Tibia) gebogen, und am proximalen Ende der Speiche (Radius) saß ein ausgeprägter Fortsatz, eine Ansatzstelle für den Bizeps-Muskel.

### Federn
Microraptor hatte lange Federn an Armen und Beinen, die vier Flügel bildeten. Die äußeren dieser langen Federn waren echte Flugfedern und zeigten asymmetrische Federfahnen – wie bei modernen Vögeln. Auch der Aufbau dieser Flügel glich dem moderner Vögel: So bestanden die Armflügel jeweils aus an der Hand befestigten Handschwingen, die deutlich länger waren als die etwa 18 Armschwingen am Arm. Ähnlich wie die Armflügel waren die Beinflügel aufgebaut: So saßen Federn am Mittelfuß sowie am Bein. Die längsten Armschwingen wurden 18 bis 22 cm, die der Füße 12 bis 19 cm lang. Der Körper war mit 2,5 bis 3 cm langen Daunen bedeckt. Auf dem Kopf bildeten etwa 4 cm lange, teilweise mit Federschäften ausgestattete Federn eine Haube, die vermutlich wie bei heutigen Vögeln der Zurschaustellung diente. Der Schwanz zeigte ab dem 15. bis 18. Schwanzwirbel Federn, die bis zu 12 cm lang werden konnten und einen rautenförmigen Schopf bildeten.
Nach Untersuchungen im Jahr 2012 ist anzunehmen, dass das Gefieder von Microraptor schwarzblau gefärbt war und glänzte, so ähnlich wie das Gefieder einer Krähe.

## Paläobiologie

### Ausrichtung der Federn

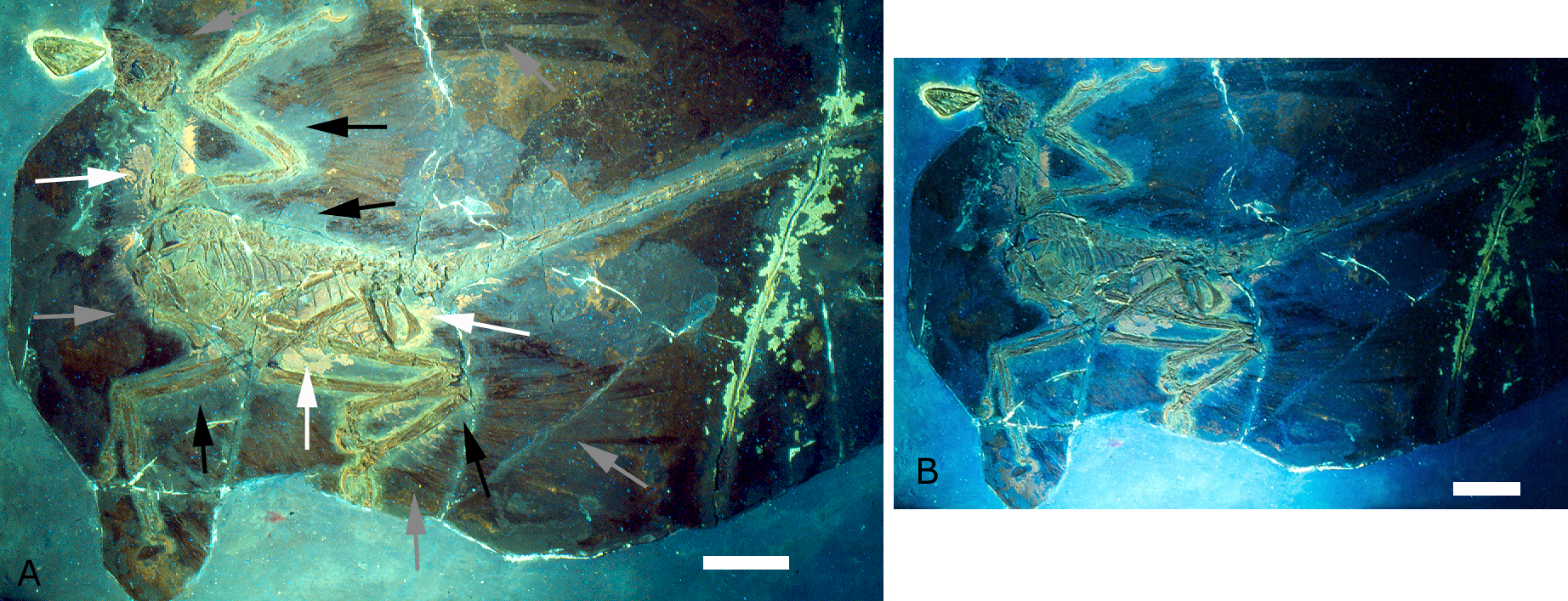
Typexemplar von Microraptor gui unter UV-Licht.

Xu und Kollegen (2003) gaben an, dass die äußersten Armfedern parallel zur Hand verliefen und eine Verlängerung dieser bildeten, während die übrigen Federn zum Körper hin zunehmend senkrecht standen. Die äußersten Beinfedern hätten bei ausgestrecktem Bein nach hinten gezeigt. Diese Interpretation beruht vor allem auf der Ausrichtung und Anordnung der Federn im gut erhaltenen Typexemplar von Microraptor gui. Die Federn dieses Fossils sind jedoch nicht direkt mit dem Skelett verbunden, sondern von diesem durch einen haloähnlichen weißen Bereich getrennt. Xu und Kollegen vermuteten, dass die proximalen Federenden, die sich eigentlich in diesem Bereich befinden müssten, schlicht nicht erhalten geblieben sind. Kevin Padian argumentiert, dass die Federn nach dem Tod des Tieres vom Körper getrennt worden sein könnten, weshalb die Rückschlüsse auf die Ausrichtung und Anordnung von Federn beim lebenden Tier fraglich seien. Padian zweifelt gar an, dass die langen Beinfedern tatsächlich zum Bein gehörten; so seien die Nachweise nicht ausreichend, um beflügelte Beine anzunehmen. Hone und Kollegen (2010) untersuchten das Typexemplar von Microraptor gui unter ultraviolettem Licht und konnten zeigen, dass die Federn auch in dem weißen Halo-Bereich vorhanden sind und direkt mit dem Skelett in Verbindung stehen. In einigen Fällen reichen die Federn gar direkt bis zu den Knochen – dies ist am rechten Mittelfuß (Metatarsus) sowie im Brustbereich (Furcula und Sternalplatten) der Fall. Unter sichtbarem Licht erscheinen lediglich karbonisierte Federabschnitte, die als schwarze Flecken auf der Gesteinsplatte deutlich zu sehen sind. Das weiße Halo interpretieren Hone und Kollegen als einen Bereich, in dem die Federn nach dem Tod des Tieres entweder nicht karbonisieren konnten, da sie durch das Körpergewebe chemisch verändert wurden, oder weil sie durch anderes, sich zersetzendes Körpergewebe überdeckt wurden. Bei modernen Vögeln sind Federn tief im Gewebe verankert und teils mit Knochen des Skeletts verbunden. Ähnliches gilt auch für Dromaeosauriden – so fanden sich bei Velociraptor und Rahonavis Ansatzstellen für lange Federn (englisch quill knobs) an der Elle des Unterarms. Hone und Kollegen schließen daraus, dass sich die Federn im Typfossil von Microraptor gui nicht oder nur minimal verschoben haben und die ursprüngliche Konfiguration wiedergeben.